# Papoušek hnědý
Papoušek hnědý (Poicephalus rueppellii) je druh papouška z čeledi papouškovitých. Řadí se do rodu Poicephalus, jeho příbuzným je například papoušek senegalský.

## Výskyt

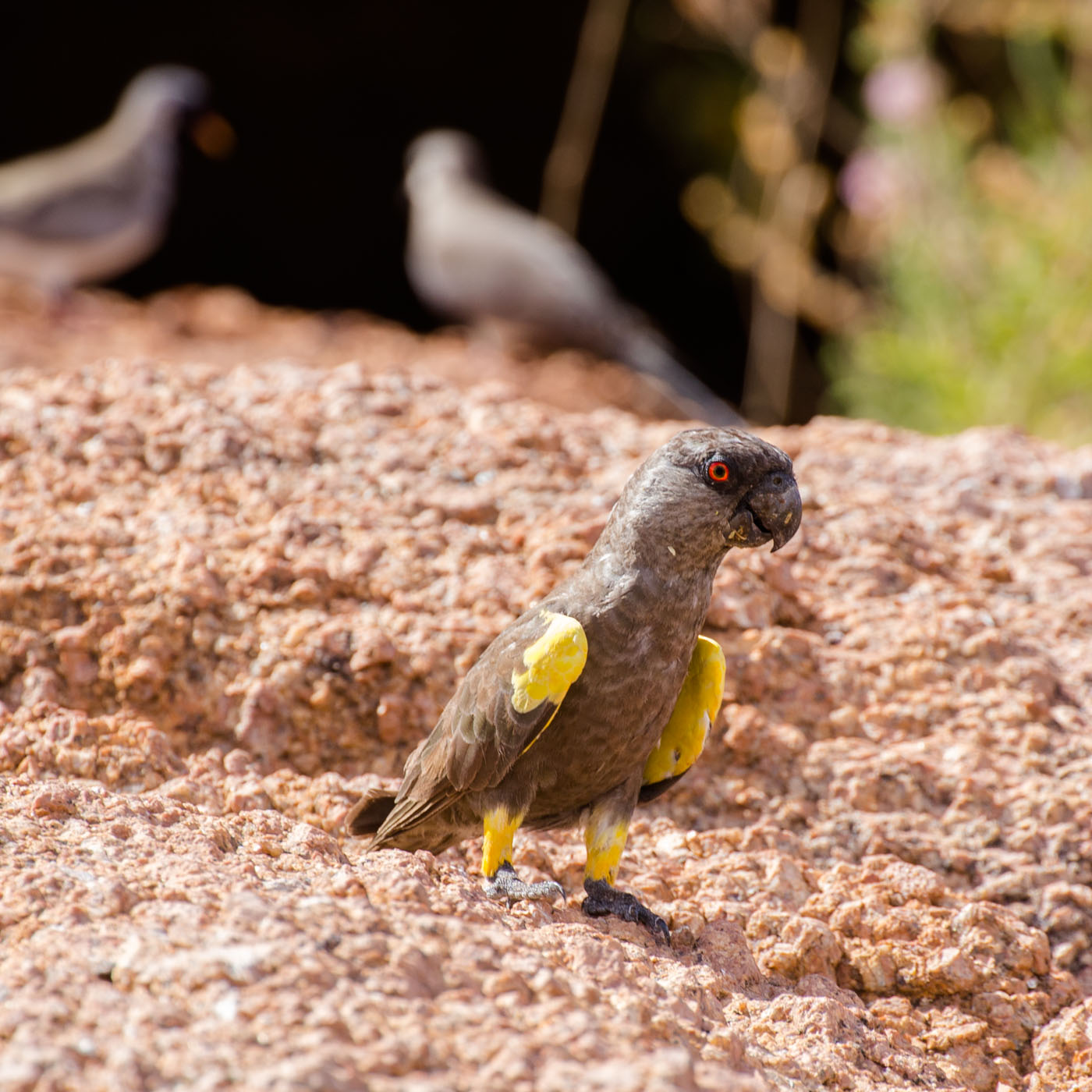
Samec papouška hnědého

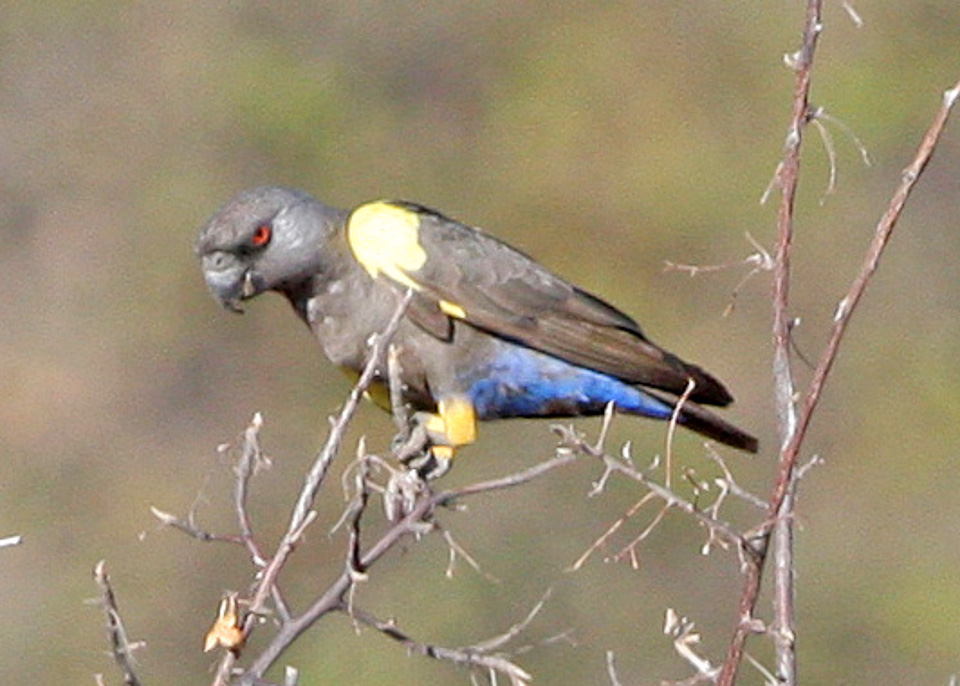
Samice papouška hnědého

Papoušek hnědý se vyskytuje v jihozápadní Africe, v oblasti od střední Namibie až k jihozápadní Angole. Žije na savanách nebo v suchých lesích. Často se vyskytuje blízko vodních toků.

## Popis
Papoušek hnědý je vysoký 22 až 25 cm a váží 121 až 156 g. Celé tělo je zbarveno hnědošedě až na žlutá ramena u křídel a žlutá stehna. U tohoto druhu papouška existuje výrazný pohlavní dimorfismus, přičemž zajímavostí je, že samice je pestřeji zbarvena než samec; samice má celou spodní část těla zbarvenou jasně modře, kdežto u samců tato barva chybí a je nahrazena hnědošedou. U mladých samců se modrá barva vyskytuje, ta ale v dospělosti mizí. Kromě toho má papoušek hnědý šedé běháky, černošedý zobák a oko s výraznou oranžovou až červenou duhovkou.

## Chování
Papoušek hnědý se vyskytuje převážně v párech nebo v malých skupinkách. Do větších skupin se sdružují v místech s větším množstvím potravy.

## Rozmnožování
Papoušek hnědý hnízdí ve stromových dutinách, kam naklade tři až čtyři bílá vejce. Na těch samice sedí 28 dní, než se vylíhnou mláďata. Ta pak asi po 68 dnech opouštějí hnízdo.

## Potrava
Papoušci hnědí se živí různými semeny, bobulemi, ovocem, výhonky, hmyzem či larvami.

## Chov
Papoušek byl poprvé do Evropy dovezen v roce 1882 do Londýnské zoologické zahrady. V Česku se poprvé vyskytl v roce 1976. V chovech není příliš běžný.